# Horečka Glee noci
Horečka Glee noci (v anglickém originále Saturday Night Glee-ver) je šestnáctá epizoda třetí série amerického hudebního televizního seriálu Glee a v celkovém pořadí šedesátá epizoda tohoto seriálu. Scénář k epizodě napsal Matthew Hodgson, režíroval ji Bradley Buecker a poprvé se vysílala ve Spojených státech dne 17. dubna 2012 na televizní stanici Fox a skládá hold filmu Horečka sobotní noci.
V původním vysílání epizodu sledovalo celkem 6,23 milionů amerických diváků a získala 2,4/7 Nielsenova ratingu/podílu na trhu ve věkovém okruhu od osmnácti do čtyřiceti devíti let. Celková sledovanost klesla o 8% oproti předchozí epizodě s názvem Velký bratr, která se vysílala dne 10. dubna 2012.

## Děj epizody
Poté, co zjistí, že maturanti Mercedes (Amber Riley), Santana (Naya Rivera) a Finn (Cory Monteith) si nejsou jisti ohledně jejich budoucnosti, tak vedoucí sboru Will Schuester (Matthew Morrison) a Sue Sylvester (Jane Lynch) se je snaží motivovat pomocí filmu ze sedmdesátých let, Horečka sobotní noci. Ačkoliv většina členů New Directions není nadšena myšlenkou vystupovat na disko, ale jsou nadšeni cenou, kterou jim Sue slíbila za nejlepší výkon.
Wade Adams (Alex Newell), student a transvestita z konkurenčního sboru Vocal Adrenaline a fanoušek Mercedes a Kurta (Chris Colfer), je požádá o radu ohledně vystupování v převleku za ženu. Oni jsou sice proti, ale Sue je později přesvědčí, aby ho přesvědčili, ať se převlékne za ženu, aby Vocal Adrenaline prohráli své regionální kolo a nesoutěžili s nimi na národním kole soutěže sborů. Mercedes a Kurt později litují svého rozhodnutí a vydají se na soutěž, aby Wadovi řekli opět jejich původní radu, ale zastaví je nový vedoucí Vocal Adrenaline, Jesse St. James (Jonathan Groff). Pouze Jesse zjistí, že Wade je na jevišti v ženských šatech a ze začátku trvá na tom, aby okamžitě slezl z jeviště, ale z Wadova vystoupení se stane ohromný úspěch.
Mercedes zpívá "Disco Inferno" a prozrazuje, že ačkoliv chce být hvězdou, tak ale neví, jak získat nahrávací smlouvu a pochybuje, že se přestěhuje do Kalifornie na vlastní pěst. Její bývalý přítel Sam (Chord Overstreet) ji později ukáže jí vystupující v "Disco Inferno" ve videu na Youtube, které zveřejnil hned po jejím výkonu. Video získalo velmi nadšené reakce. Sam jí řekne, že věří v ní a v její talent a políbí ji.
Poté, co zazpívá "If I Can't Have You", Santana prozrazuje, že se nezajímá o chození na vysokou školu, ale chce být slavná všemi dostupnými prostředky. To vede její přítelkyni Brittany (Heather Morris) k tomu, aby zveřejnila milostnou nahrávku jí a Santany, aby se mohla Santana stát slavnou. Sue si pár zavolá do své kanceláře a řekne Santaně, jak zklamaná je Santaninou touhou po slávě za každou cenu, když se domnívá, že Santana má na rozdíl od jiných slavných lidí také velký talent. Sue poté dává Santaně dopis od jedné z nejlepších vysokoškolských roztleskávačských programů, který nabízí Santaně plné stipendium a prozrazuje, že to byl Brittanin nápad. Santana řekne Brittany, jak moc ji miluje, protože se nikdo nestará více o její budoucnost, než ona.
Puck (Mark Salling) podporuje Finna, aby s ním odjel do Los Angeles, aby se stal jeho partnerem v nové firmě, která čistí bazény, ale Finn se rozhodne, že půjde s Rachel do New Yorku, jak bylo původně v plánu. Ačkoliv je Puck zklamaný, tak Finnovi slibuje, že bude úspěšný v tom, co bude v životě dělat.
Rachel (Lea Michele) a Finn se smíří po jejich nedávné hádce a Rachel se snaží pomoci Finnovi najít jeho vlastní sen. Ačkoliv Rachel, Will a školní výchovná poradkyně Emma Pillsbury (Jayma Mays) mu nabídnou řadu vysokých škol, Finn hází brožuru se seznamem škol do koše. Když ho ohledně toho Will konfrontuje, tak mu Finn vysvětlí, že cítí, že není pro nic kvalifikován. Will donutí Finna, aby se podíval na Horečku sobotní noci, což se ukáže, že ho to inspirovalo: Finn zpívá "More Than a Woman" pro Rachel a řekne jí, že se chce stát hercem a rozhodl se zapsat do Actors Studia v New Yorku.

## Seznam písní
- "You Should Be Dancing"
- "That's the Way (I Like It)"
- "Night Fever"
- "Disco Inferno"
- "If I Can't Have You"
- "How Deep Is Your Love"
- "Boogie Shoes"
- "More Than a Woman"
- "Stayin' Alive"

## Hrají
| Dianna Agron      | Quinn Fabray          |
| Chris Colfer      | Kurt Hummel           |
| Darren Criss      | Blaine Anderson       |
| Jane Lynch        | Sue Sylvester         |
| Jayma Mays        | Emma Pillsburry       |
| Kevin McHale      | Artie Abrams          |
| Lea Michele       | Rachel Berry          |
| Cory Monteith     | Finn Hudson           |
| Heather Morris    | Brittany Pierce       |
| Matthew Morrison  | William Schuester     |
| Amber Riley       | Mercedes Jones        |
| Naya Rivera       | Santana Lopez         |
| Mark Salling      | Noah „Puck“ Puckerman |
| Harry Shum mladší | Mike Chang            |
| Jenna Ushkowitz   | Tina Cohen-Chang      |